# Luis Tinoco
Luis Tinoco (født 16. juli 1969 i Lissabon) er en portugisisk komponist, lærer og rektor.
Tinoco studerede komposition på Escola Superior de Música i Lissabon hos bl.a. António Pinho Vargas og studerede herefter på Royal Academy i London hos Paul Patterson. Han har skrevet orkesterværker, kammermusik, scenemusik, korværker, operaer, vokalmusik etc. Tinoco har undervist som lærer i komposition og musikanalyse på Escola Superior de Música i Lissabon siden (1999) og er senere blevet rektor for samme skole. Han har fået tildelt flere priser som fx Prémio de Composição Cláudio Carneyro (2000).

## Udvalgte værker
- Perpetuum (1996) - for stort orkester
- Zapping (2004) - for orkester
- Ascent (2006-07) - for stort orkester
- Frisland (2014) - for stort orkester
- Mal mig (2010) - kammeropera
- Lidia (2014) - balletmusik